# El barco: rumbo a lo desconocido
El barco: rumbo a lo desconocido fue un programa de telerrealidad basado en la serie de televisión, producido por Globomedia para el canal privado español Antena 3. El programa se estrenó el 19 de julio de 2011 y acabó el 11 de septiembre de 2011.

## Desarrollo
El reality comenzó el día 19 de junio del 2011 emitido por la cadena Antena 3. Pero debido a la poca audiencia el reality fue pasado a la cadena Nova. Se emitía semanalmente los domingos a las 00:00. Estuvo basado en la exitosa serie española El barco. Tuvo un total de 14 concursantes, los cuales tuvieron que superar varias pruebas y llegar al final del trayecto. Tuvo una duración de 30 días. El barco de este reality es el mismo que el de la serie. Es el primer reality en el mundo basado en una serie.

## Audiencias y share
ANTENA 3. 22:30
- Programa 1: 1.132.000 y 7,4%
NEOX. 22:15
NOVA. 15:30
NOVA. 01:00
NOVA. 06:45
Final del programa tras pasar por tres cadenas distintas.

## Concursantes
| Concursante       | Lugar de residencia | Edad    | Semanas Nominado  | Semanas Inmune | Información           |
| ----------------- | ------------------- | ------- | ----------------- | -------------- | --------------------- |
| Amaia Puertas     | Guipúzcoa           | 35 años | 8.ª,9.ª,10.ª,11.ª | 4.ª            | Ganadora (60,8%)      |
| Julián Martínez   | Pamplona            | 30 años | 7.ª,8.ª,10.ª,11.ª | 6.ª,9.ª        | 2.º Finalista (39,2%) |
| Paula Úbeda       | Valencia            | 31 años | 6.ª,10.ª,11.ª     | Nunca          | 3.ª Finalista         |
| Carolina Pérez    | Madrid              | 26 años | 9.ª,10.ª,11.ª     | 3.ª,7.ª,8.ª    | 11.ª Expulsada (38%)  |
| Sara Villa        | Madrid              | 29 años | 2.ª,10.ª          | Nunca          | 10.ª Expulsada (43%)  |
| Laura Sánchez     | Cantabria           | 30 años | 7.ª,9.ª           | Nunca          | 9.ª Expulsada (50%)   |
| Álvaro Gotxi      | Madrid              | 26 años | 5.ª,8.ª           | Nunca          | 8.º Expulsado (49%)   |
| Jaime Santana     | Las Palmas          | 21 años | 7.ª               | 2.ª,5.ª        | 7.º Expulsado (75%)   |
| Pedro Blas        | Madrid              | 48 años | 4.ª,6.ª           | Nunca          | 6.º Expulsado (50,6%) |
| Carlos Lozano     | Badalona            | 37 años | 5.ª               | Nunca          | 5.º Expulsado (62%)   |
| Cristian González | Cantabria           | 20 años | 3.ª,4.ª           | 1.ª            | 4.º Expulsado (77%)   |
| Rocío Parreño     | Huelva              | 20 años | 1.ª,3.ª           | Nunca          | 3.ª Expulsada (54%)   |
| Daniel Marquina   | Valencia            | 20 años | 2.ª               | Nunca          | 2.º Expulsado (51%)   |
| María José Algaba | Ciudad Real         | 49 años | 1.ª               | Nunca          | 1.ª Expulsada (53%)   |

## Estadísticas Semanales
|           | Gala 1   | Gala 2    | Gala 3    | Gala 4    | Gala 5    | Gala 6    | Gala 7    | Gala 8    | Gala 9    | Gala 10   | Gala 10   | Final     | Final        |
| --------- | -------- | --------- | --------- | --------- | --------- | --------- | --------- | --------- | --------- | --------- | --------- | --------- | ------------ |
| Amaia     | Salvada  | Inmune    | Salvada   | Inmune    | Inmune    | Inmune    | Inmune*   | Nominada  | Nominada  | Nominada  | Nominada  | Finalista | Ganadora     |
| Julián    | Salvado  | Inmune    | Salvado   | Salvado   | Inmune    | Inmune    | Nominado  | Nominado  | Inmune    | Nominado  | Nominado  | Finalista | 2.ºFinalista |
| Paula     | Inmune   | Salvada   | Inmune    | Inmune    | Salvada   | Nominada  | Inmune*   | Salvada   | Salvada   | Nominada  | Nominada  | Finalista | 3.ªFinalista |
| Carolina  | Salvada  | Inmune    | Inmune    | Salvada   | Inmune    | Salvada   | Inmune*   | Inmune    | Nominada  | Nominada  | Nominada  | Expulsada |              |
| Sara      | Inmune   | Nominada  | Inmune    | Inmune    | Salvada   | Salvada   | Salvada   | Salvada   | Salvada   | Nominada  | Expulsada |           |              |
| Laura     | Inmune   | Salvada   | Inmune    | Inmune    | Salvada   | Salvada   | Nominada  | Salvada   | Nominada  | Expulsada |           |           |              |
| Álvaro    | Inmune   | Salvado   | Inmune    | Inmune    | Nominado  | Salvado   | Salvado   | Nominado  | Expulsado |           |           |           |              |
| Jaime     | Inmune   | Inmune    | Inmune    | Inmune    | Inmune    | Inmune    | Nominado  | Expulsado |           |           |           |           |              |
| Pedro     | Salvado  | Inmune    | Salvado   | Nominado  | Inmune    | Nominado  | Expulsado |           |           |           |           |           |              |
| Carlos    | Inmune   | Salvado   | Inmune    | Inmune    | Nominado  | Expulsado |           |           |           |           |           |           |              |
| Christian | Inmune   | Inmune    | Nominado  | Nominado  | Expulsado |           |           |           |           |           |           |           |              |
| Rocío     | Nominada | Inmune    | Nominada  | Expulsada |           |           |           |           |           |           |           |           |              |
| Daniel    | Inmune   | Nominado  | Expulsado |           |           |           |           |           |           |           |           |           |              |
| Mª José   | Nominada | Expulsada |           |           |           |           |           |           |           |           |           |           |              |

(*). Amaia, Carolina y Paula ganaron la prueba de inmunidad y las tres fueron inmunes, pero decidieron que Carolina tendría la responsabilidad del inmune, es decir, el poder de nominar.